# 張從龍
張從龍（1797年—1870年），字子雲，山西臨縣玉坪村人，道光癸未科（1823年）武狀元。

## 生平
少年时随父亲读书并学习武功，是王系武当山的俗家门徒。习得太极拳、八卦拳、形意拳、少林拳等武术。善于骑射、精通兵法。曾任福建連江營游擊，作有《闽海战略图》，于1840年5月，在闽海大败企图侵犯厦门的英军。晚年回乡，1870年病逝，安葬在万安坪村。